# Вигозеро
Виго̀зеро (на руски: Выгозеро) е езеро в Европейската част на Русия, Република Карелия.
С площ от 1250 km² е 3-то по големина езеро в Република Карелия (след Ладожкото и Онежкото езеро) и 11-о в Русия.

## Географска характеристика

### Географски показатели
Вигозеро е разположено в крайната северозападна част на Източноевропейската равнина, в източната част на Република Карелия, на 89,3 m н.в. То е междинен водоем в речната система на река Виг, вливаща се в Бяло море и е част от Беломоро-Балтийския канал.
Котловината на езерото е с ледниково-тектонски произход. Вигозеро има удължена форма от север-северозапад на юг-югоизток с дължина 87,5 km и максимална ширина 26 km в средната част. Има силно изрязана брегова линия (658 km) с множество заливи (Майгуба, Надвоицкая губа, Сенная губа, Муногуба, Торкова губа, Пушкагуба, Вянегуба, Койкиницки залив, Якостровско Вигозеро, Боброво езеро) и полуострови. Бреговете му са каменисти, в северните части високи, обрасли с гъсти гори, а в южните части ниски, на места заблатени. Във Вигозеро има 529 острова с обща площ от 126 km2.
До 1933 г., когато е изградена преградната стена на река Долен Виг, която изтича от северния ъгъл на езерото при селището от градски тип Надвоици, площта на езерото е била 560 km², а нивото на водата се намирало на 82,3 m н.в. След изграждането на преградната стена на новообразуваното Вигозерско-Ондско водохранилище и включването на езерото в Беломоро-Балтийския канал нивото на водата се повишава до 89,3 m, площта става 1250 km², обемът 6,44 km³, а залятата площ 690 km².
Вигозеро е сравнително плитко езеро. След изграждането на водохранилището около 30% от водната площ е с дълбочина от 0 до 4 m, 22% – от 4 до 7 m и 48% – дълбочина под 7 m. Средната му дълбочина е 5,2 m, а максималната – 18 m. Около половината от дъното на езерото е тинесто, а в крайбрежните части е каменисто или каменисто-пясъчно.

### Водосборен басейн
Водосборният басейн на Вигозеро е сравнително голям – 18 хил. km2. В езерото се вливат 25 реки, като най-големи от тях са: Сегежа, изтичаща от езерото Сегозеро и Вожма. През езерото протича река Виг, която преди вливането си него носи името Горен Виг, а след изтичането си Долен Виг, вливаща се в Бяло море. Годишният обем на речна вода в езерото се равнява на 4,35 km³.

### Хидроложки показатели
Езерото Вигозеро е с преобладаващо снежно и дъждовно подхранване. След изграждането на преградната стена и превръщането на езерото във водохранилище сезонните колебания на водното ниво намаляват до 0,5 – 1,3 m. Бързото пролетно покачване на нивото на водата продължава до юли, след което следва бавно понижаване до края на лятото. През декември и януари следва ново бързо понижаване на нивото, като най-ниско тостава през април. През лятото температурата на водата на повърхността се загрява до 17 – 21 °C, а в придънните – 13 – 17 °C. От края на август и началото на септември започва бързо понижаване на температурата на водата. През април температурата на водата под ледената кора е 0,3 – 0,4 °C, а в най-дълбоките места 1,8 – 3 °C.
Вигозеро замръзва в края на октомври или началото на ноември, а се размразява в средата на май. Минерализацията на водата е много малка, а прозрачността е от 1,4 до 2,4 m. Цветът на водата е кафеникав, на места с червен оттенък.

## Стопанско значение и населени места
Езерото Вигозеро е плавателно и се използва главно за превоз на промишлени стоки и дървен материал. От 1935 г. функционира туристическа линия по трасето на Беломоро-Балтийския канал. По бреговете на езерото са разположени около 15 населени места, като най-големи са град Сегежа на западния бряг, посьолок Надвоици – на северния бряг при изтичането на река Долен Виг и селата Майгуба, Полга, Вожмогора и Вайлдай.

## Топографски карти
- Лист от карта P-36-V,VI Сегежа. Мащаб: 1 : 200 000. Указать дату выпуска/состояния местности.
- Лист от карта P-36-XI,XII Медвежьегорск. Мащаб: 1 : 200 000. Указать дату выпуска/состояния местности.